# PrivatAir
Privatair SA, im Aussenauftritt PrivatAir, war eine Schweizer Linien- und Charterfluggesellschaft, die auch Geschäftsreiseflugzeuge betrieb und ihren Sitz in Meyrin hatte. PrivatAir operierte international unter einer deutschen und Schweizer Lizenz (AOC).

## Geschichte

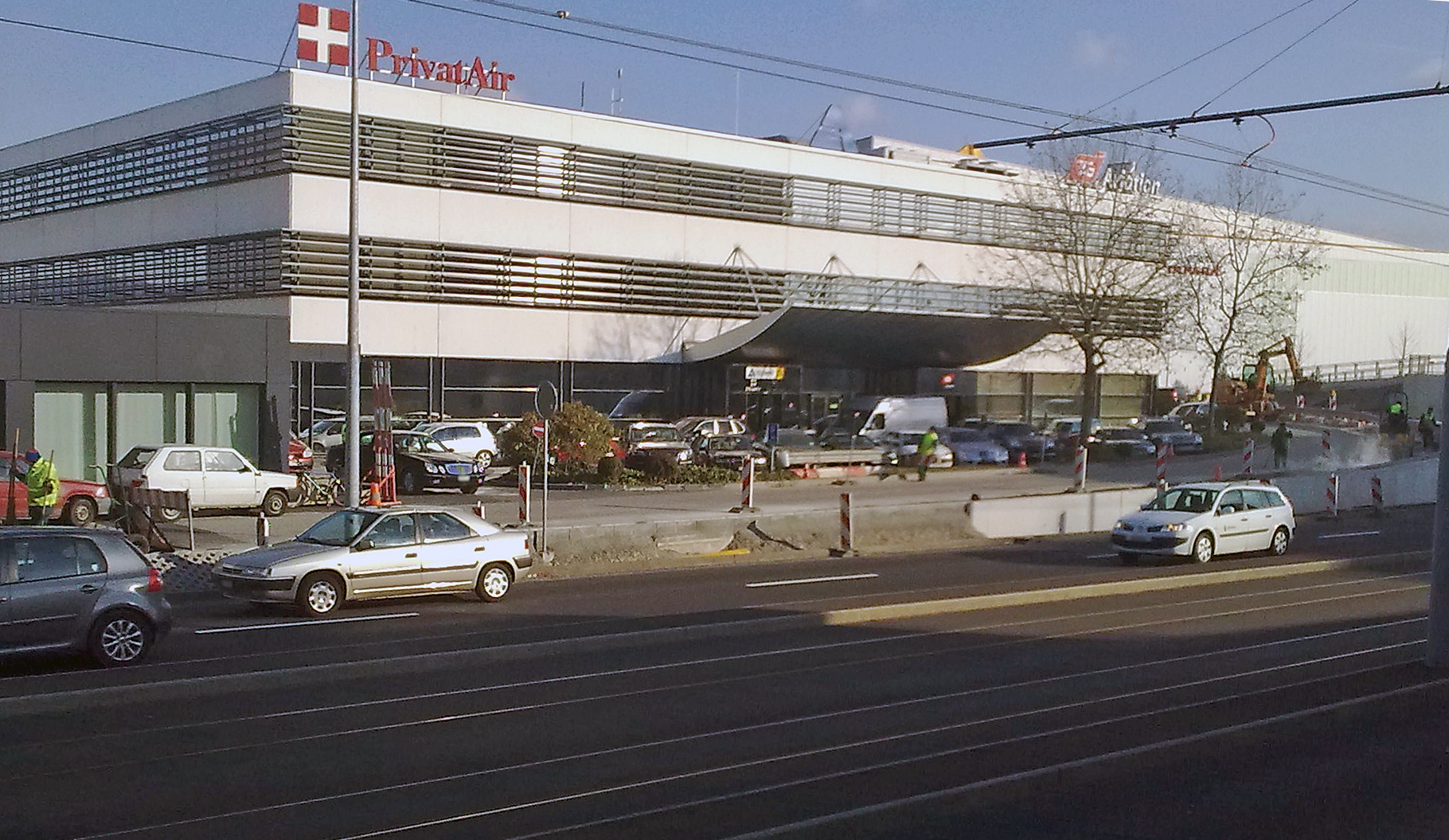
Der Sitz von PrivatAir in Meyrin

PrivatAir wurde 1977 als Firmenflugbereich der Unternehmensgruppe der Familie Latsis unter dem Namen Petrolair gegründet. Im Jahr 1979 begann man den Flugverkehr mit einer Boeing 737-200 und bot Geschäftsreiseflüge an. Im Jahr 1989 kamen eine Boeing 757 und eine Gulfstream IV hinzu und der Name wurde auf PrivatAir geändert. Am 1. Juni 1995 wurde die Gesellschaft dann vom Schweizer Bundesamt für Zivilluftfahrt als kommerzielle Fluggesellschaft lizenziert.
Seit Februar 2002 betrieb die Gesellschaft ein eigenes Terminal am Flughafen Genf.
Von Juni 2002 bis Juni 2008 betrieb Privatair im Auftrag der Lufthansa einen Nonstop-Transatlantik-Dienst von Düsseldorf nach Newark bei New York City. Zur Aufnahme war dies der erste Transatlantikflug, der ausschliesslich mit Business Class abhob. Zu diesem Zweck wurde die deutsche Tochtergesellschaft PrivatAir GmbH mit Sitz in Düsseldorf gegründet, die nicht nur die vier Airbus in eigener Verantwortung betrieb, sondern teilweise auch die Wartung mit eigenem Personal durchführte. Jene Flugzeuge wurden durch drei Boeing Business Jets ersetzt.
Von 2003 bis 2008 führte PrivatAir für Airbus den Charterverkehr zwischen den Werksstandorten Hamburg-Finkenwerder und Toulouse durch. Dieser wurde anschliessend durch die Ostfriesische Lufttransport (OLT) übernommen. Zusätzlich flog die PrivatAir Linienflüge auf Routen für grosse Luftfahrtgesellschaften wie Lufthansa (Frankfurt – Pune, New York, Nairobi, Khartum oder Accra), SAS (Kopenhagen – Boston) und Saudi Arabian Airlines (Dschidda – Riad).
Im November 2016 wurde die Gesellschaft mehrheitlich (51 %) von der britischen Investmentgesellschaft SilverArrow Capital übernommen. Seit 2017 flog die PrivatAir zusätzlich auch für Konzerne wie TUIfly und Eurowings auf ausgesuchten Linien.
Am 10. Oktober 2018 wurde im Schweizerischen Handelsamtsblatt ein Beschluss eines Genfer Gerichts vom 24. September desselben Jahres veröffentlicht, wonach über die Schweizer PrivatAir das Konkursverfahren eröffnet worden sei. Zuvor hatte Lufthansa die Bedienung der Verbindung Frankfurt – Pune selbst übernommen. PrivatAir dementierte diesen Beschluss und sprach von einer Fehlinformation, während Thomas Limberger als Verwaltungsratspräsident des Unternehmens betonte, dass sich die Fluggesellschaft nach Jahren operativer Verluste gegenwärtig in einer Restrukturierungsphase befände. Während das zuständige Gericht nach einer Beschwerde seitens der PrivatAir die Insolvenz am 15. Oktober wieder aufhob, entzog das Luftfahrt-Bundesamt der deutschen Tochtergesellschaft gegen Ende Oktober 2018 infolge der Entwicklungen das Luftverkehrsbetreiberzeugnis; PrivatAir kündigte an, sich um eine Reaktivierung zu bemühen.
Am Abend des 5. Dezembers 2018 gab Privat Air jedoch sowohl für die Schweizer Muttergesellschaft als auch für die deutsche Tochter den Eintritt in das Insolvenzverfahren bekannt und begründete dies mit den Geschehnissen der vorangegangenen Wochen.

## Flotte

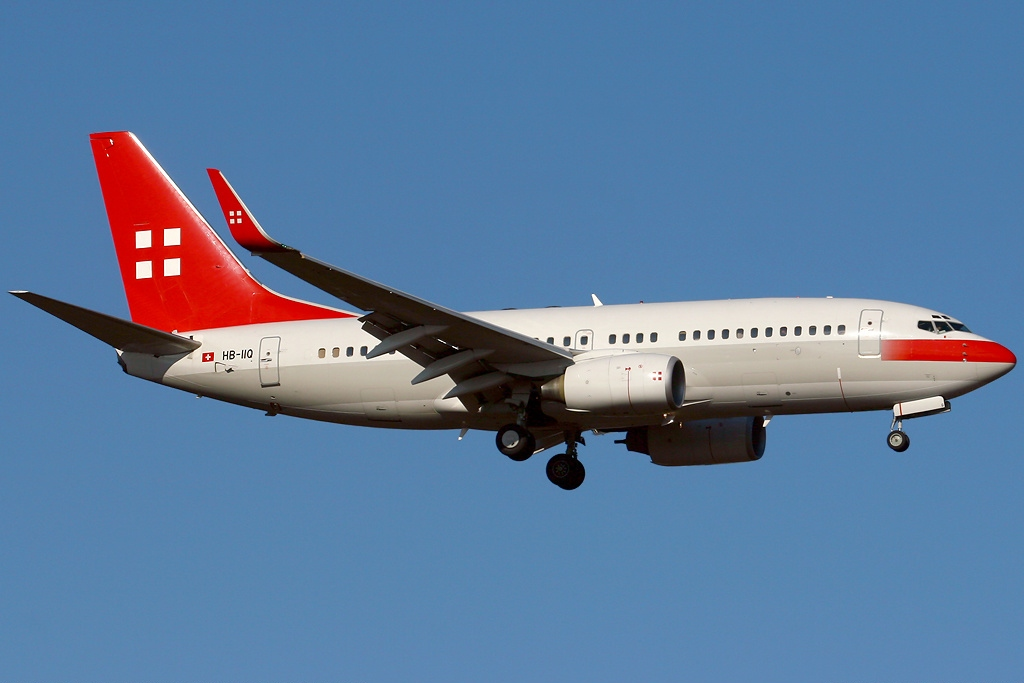
Eine für Lufthansa betriebene Boeing 737-700BBJ der Schweizer PrivatAir SA, Februar 2009

### Schweizer PrivatAir
Mit Stand Oktober 2018 waren auf die Schweizer PrivatAir keine größeren Geschäftsreiseflugzeuge mehr registriert.

### Deutsche PrivatAir
Mit Stand Oktober 2018 bestand die Flotte der deutschen PrivatAir aus sechs Flugzeugen mit einem Durchschnittsalter von 15,9 Jahren:
| Flugzeugtyp          | Anzahl | bestellt | Anmerkungen                                                      |
| -------------------- | ------ | -------- | ---------------------------------------------------------------- |
| Airbus A319-100      | 3      |          | betrieben für Saudia Private Aviation, 1 inaktiv                 |
| Boeing 737-700BBJ    | 2      |          | inaktiv                                                          |
| Embraer Lineage 1000 | 1      |          | Geschäftsreiseflugzeug betrieben für die Al Fahim Group; inaktiv |
| Summe                | 6      |          |                                                                  |

### Saudische PrivatAir
Mit Stand Oktober 2018 bestand die Flotte der saudischen PrivatAir aus zwei Flugzeugen mit einem Durchschnittsalter von 17,5 Jahren:
| Flugzeugtyp       | Anzahl | bestellt | Anmerkungen                                                       |
| ----------------- | ------ | -------- | ----------------------------------------------------------------- |
| Boeing 737-800BBJ | 2      |          | Boeing Business Jet mit Winglets; 1 betrieben durch Oger Aviation |